# Stor-Järptjärnen, Medelpad
Stor-Järptjärnen är en sjö i Sundsvalls kommun i Medelpad och ingår i Ljungans huvudavrinningsområde. Sjön har en area på 0,2 kvadratkilometer och ligger 268,5 meter över havet.

## Delavrinningsområde
Stor-Järptjärnen ingår i det delavrinningsområde (695229-153636) som SMHI kallar för Utloppet av Holmsjön. Medelhöjden är 255 meter över havet och ytan är 145,05 kvadratkilometer. Räknas de 396 avrinningsområdena uppströms in blir den ackumulerade arean 3 847,76 kvadratkilometer. Gimån som avvattnar avrinningsområdet har biflödesordning 2, vilket innebär att vattnet flödar genom totalt 2 vattendrag innan det når havet efter 100 kilometer. Avrinningsområdet består mestadels av skog (63 procent). Avrinningsområdet har 36,74 kvadratkilometer vattenytor vilket ger det en sjöprocent på 25,3 procent.